# میزوکی یاماشیتا
میزوکی یاماشیتا (انگلیسی: Mizuki Yamashita؛ زادهٔ ۲۶ ژوئیهٔ ۱۹۹۹) آیدل ژاپنی، و بازیگر اهل ژاپن است.